# Улица Лягина
У́лица Ля́гина (укр. вулиця Лягіна) — улица в исторической части города Николаева.

## Местоположение
Улица Лягина проходит от Набережной улицы до переулка Образцова. Протяжённость улицы — более 2 километров.

## История
Эта поперечная улица в Городовой части Николаева шла «от Бульвара, мимо главной гауптвахты, Купеческой церкви к Привозному рынку».
В 1822 году полицмейстер Фёдоров предложил назвать улицу Сторожевой — по гауптвахте. Улица начиналась от Магистратской площади, где на углу была также сторожевая (караульная) башня. Однако проект Фёдорова не был утверждён военным губернатором Николаева Алексеем Грейгом.
Полицмейстером Автономовым в 1835 году улица была названа Рождественской — по названию Рождественско-Богородичной церкви, мимо которой проходила улица.
В 1921-м году улица была переименована в улицу Карла Либкнехта — в память о немецком политике-социалисте.
После войны улица получила современное название — в память о разведчике Викторе Александровиче Лягине, капитане госбезопасности, Герое Советского Союза, действовавшем в оккупированном Николаеве.

## Памятники и здания
- На пересечении улицы Лягина и Центрального проспекта 28 марта 1974 года был установлен бюст Виктору Лягину. Авторы — скульпторы Н. Л. Игнатьев, Е. И. Максименко, архитектор Г. Г. Портных.
- В доме № 5 по улице Лягина, где жил разведчик, расположен Музей подпольного и партизанского движения на Николаевщине в годы Великой Отечественной войны 1941—1944 годов. На фасаде этого же дома установлена мемориальная доска с барельефом Виктора Лягина.
- По адресу улица Лягина, 10 находится Собор Рождества Богородицы.
- В доме под № 3 находится областной Совет профсоюзов.
- В доме № 9 разместился Дворец торжественных событий.
- На углу улиц Лягина и Адмиральской расположен Николаевский академический художественный русский драматический театр.
- Между улицами Чкалова и Дунаева находится «Детский городок „Сказка“», который делит улицу Лягина на два отрезка.

## Транспорт
По самой улице Лягина движение общественного транспорта не осуществляется, однако улицу пересекают маршруты троллейбусов и трамваев:
- Троллейбусы №: 1, 2, 3, 5, 6, 9
- Трамваи №: 2, 3, 6, 7